# Disney Professor of Archaeology

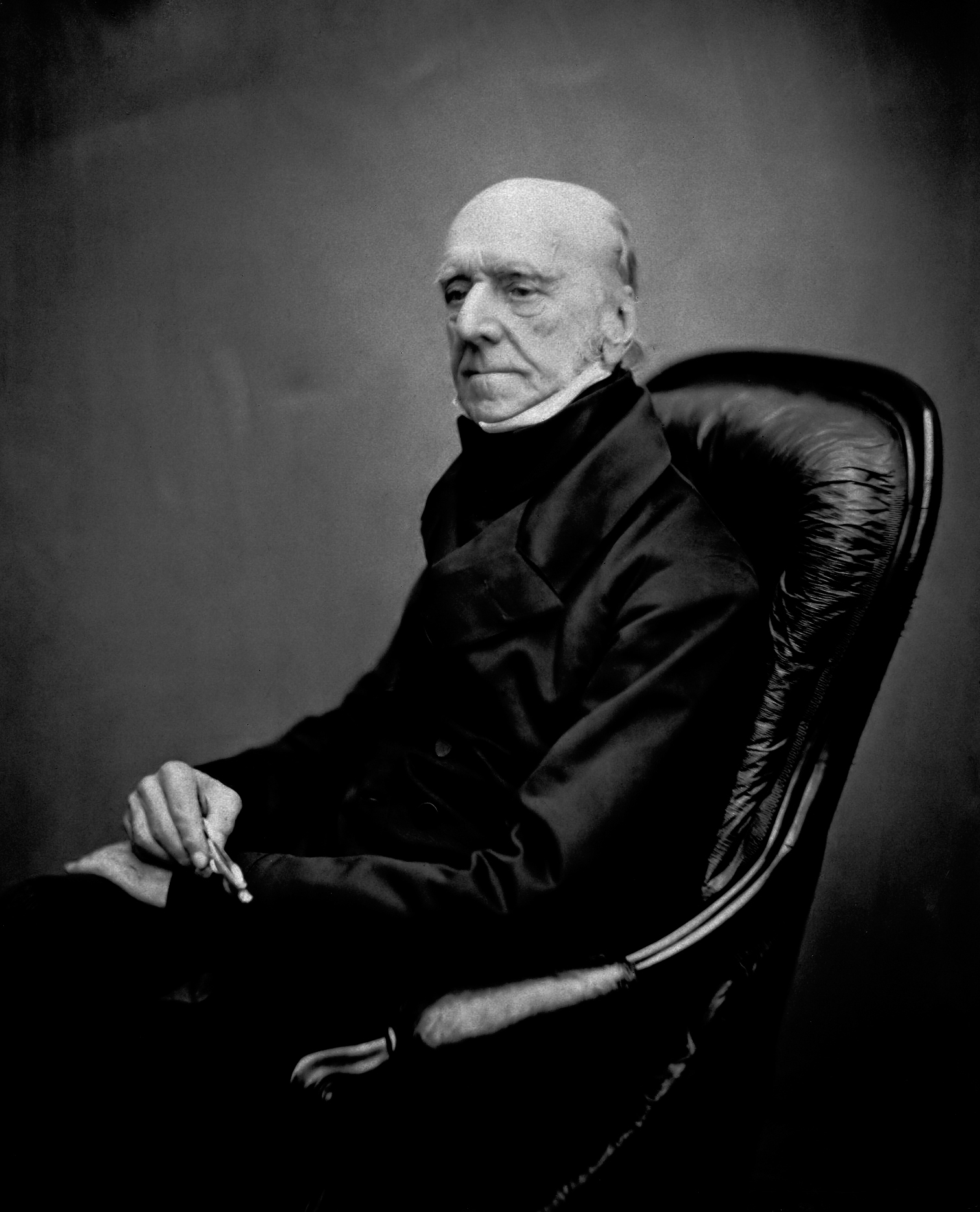
Stifter John Disney

Die Disney Professorship of Archaeology ist eine Stiftungsprofessur für Archäologie an der Universität Cambridge. 
Die Professur wurde 1853 vom englischen Barrister und Kunstsammler John Disney (* 29. Mai 1779 in Flintham Hall, Nottinghamshire, † 6. Mai 1857 in The Hyde, Essex) gestiftet. Das ursprüngliche Stiftungskapital betrug 1000 £, Disney bestellte den ersten Lehrstuhlinhaber John Howard Marsden persönlich. Nach Disneys Tod wurde die Stiftungssumme testamentarisch auf 3500 £ erhöht.
Heute ist die Stelle mit dem 1990 von D.M. McDonald gestifteten McDonald Institute for Archaeological Research verbunden. Der Lehrstuhl wurde mit einigen der renommiertesten britischen Archäologen besetzt und genießt hohes Ansehen.

## Inhaber des Lehrstuhls
- 1851–1865: John Howard Marsden
- 1865–1879: Churchill Babington
- 1879–1887: Percy Gardner
- 1887–1892: George Forrest Browne
- 1892–1926: William Ridgeway
- 1926–1938: Ellis Minns
- 1938–1952: Dorothy Garrod
- 1952–1974: Grahame Clark
- 1974–1981: Glyn Daniel
- 1981–2004: Colin Renfrew
- 2004–2014: Graeme Barker
- seit 2014: Cyprian Broodbank